# Robert C. Miller
Robert Charles Miller (* 2. Februar 1925 in State College, Pennsylvania; † 9. Dezember 2016) war ein US-amerikanischer Physiker.
Miller wuchs in Yonkers im Bundesstaat New York auf. Von 1943 bis 1946 war er Angehöriger der US-Army und nahm während des Zweiten Weltkriegs an den Kriegshandlungen in Europa teil. 1948 machte er einen Bachelor-Abschluss in Chemie, 1952 erwarb er einen Master-Grad in Physik an der Cornell University. Dort wurde er 1956 ebenfalls im Fach Physik promoviert. Seit 1954 war er bei den Bell Laboratories in Murray Hill tätig, wo er sich mit dem Entwurf elektronischer Geräte, Diagnose bei Gaslasern, Photovoltaik-Geräten, Mikro-Speicherung mit Lasern und Halbleitern (zum Beispiel Diffusion in III-V Halbleitern) befasste.
Er entwickelte mit Joseph A. Giordmaine 1965 an den Bell Laboratories den ersten durchstimmbaren Optischen Parametrischen Oszillator. Dafür erhielten beide 1986 den R. W. Wood Prize. 1975 demonstrierte er mit seinen Mitarbeitern erstmals die Funktionsweise eines speziellen Halbleiterlasers, des Quanten-well-Lasers (semiconductor quantum well laser). 1988 ging Miller in den Ruhestand.